# Nasat
Nasat (franska: Nazard) är en orgelstämma av typen alikvotstämma och flöjtstämma som vanligen är 5 1⁄3´, 2 2⁄3´ och 1 1⁄3´. Stämman tillhör kategorin labialstämmor.